# Neohygrocybe squarrosa
Neohygrocybe squarrosa är en svampart som beskrevs av E. Horak 1973. Neohygrocybe squarrosa ingår i släktet Neohygrocybe och familjen Hygrophoraceae.   Inga underarter finns listade i Catalogue of Life.